# Nekropole von São Gens

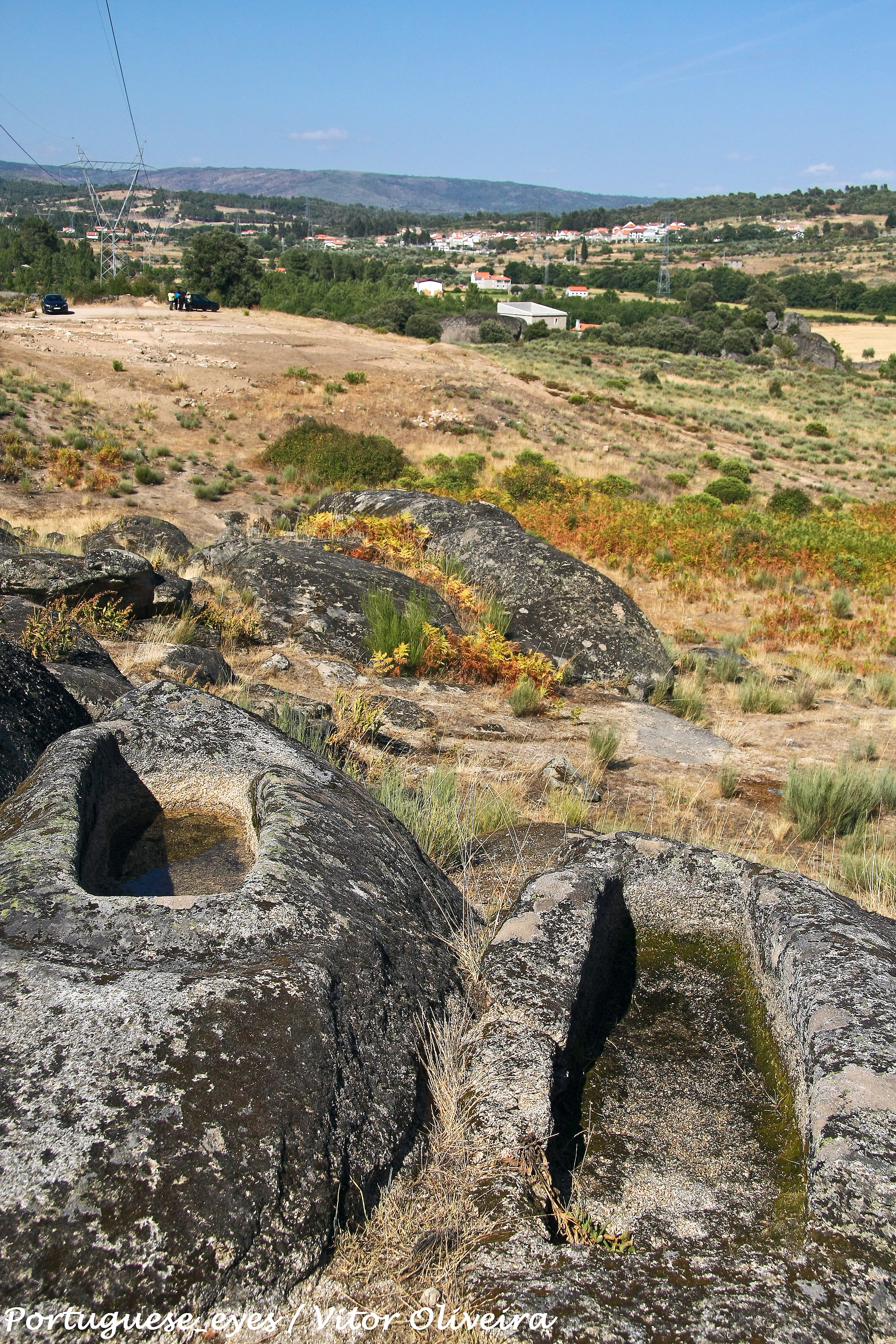
Nekropole von São Gens

Die Nekropole von São Gens (auch San Gens) liegt südlich von Nisa nahe Celorico da Beira im Osten Portugals. Sie besteht aus etwa 20 Felsgräbern, die rund um den „Pedra do Sino“ (deutsch „Glockenstein“), den natürlichen Mittelpunkt der Landschaft angeordnet sind. Die Gräber der Nekropole wurden zwischen dem 1. und 7. Jahrhundert n. Chr. in den Felsaufschluss geschnitten. Gräber aus der Vorzeit sind ein alltäglicher Anblick in Portugal, wo sie häufig neben etwa 4000 Jahre älteren Megalithanlagen aus der Jungsteinzeit gefunden werden, aber San Gens ist eines der besten Beispiele im Norden. Es sind aber keine anthropomorphen Gräber. Die zugehörige Siedlung kann am nahe gelegenen Fluss Mondego existiert haben.
Es gibt eine Präferenz für eine allgemeine Ausrichtung der Anlagen auf den „Pedra do Sino“, aber mehrere Gräber sind in eine andere Richtung ausgerichtet. Ein Grab war für ein Kind bestimmt. Die Felsen im Umkreis sind mit Ritzungen versehen. Es gibt auch einige gute Beispiele für Keillöcher zum Spalten des Granits. Die Spaltversuche von Granit sind auch an neolithischen Standorten in Portugal zu erkennen.
Die gleichen Graniteintiefungen die sich an der Unterseite des „Pedra do Sino“ finden sind auch an der Anta von San Gens (einem Dolmen) zu sehen. Sie kennzeichnen auch die Felsen bei der nahe gelegenen Anta do Tapadão. Es ist möglich, dass sie in irgendeiner Weise auf die Bedeutung des Platzes weisen.